# سام فيليبس
سام فيليبس (بالإنجليزية: Sam Phillips)‏ (و. 1923 – 2003 م) هو رائد أعمال، ومنتج أسطوانات، وكاتب أغاني أمريكي، ولد في فلورنس، توفي في ممفيس، تينيسي، عن عمر يناهز 80 عاماً، بسبب فشل تنفسي.

## جوائز
حصل على جوائز منها:
- جائزة غرامي للأمناء [الإنجليزية]‏ (1991).

## وصلات خارجية
- سام فيليبس على موقع IMDb (الإنجليزية)
- سام فيليبس على موقع ميوزك برينز (الإنجليزية)
- سام فيليبس على موقع أول ميوزيك (الإنجليزية)
- سام فيليبس على موقع ديسكوغز (الإنجليزية)
- سام فيليبس على موقع قاعدة بيانات الفيلم (الإنجليزية)

- سام فيليبس في قاعدة بيانات الأفلام على الإنترنت